# Slag bij Noviodunum
De Slag bij Noviodunum vond plaats in 369 nabij Noviodunum, het huidige Isaccea, Roemenië tussen het leger van de Romeinse keizer Valens en de Tervingi Athanarik.

## Context
Tijdens afwezigheid van keizer Valens uit Constantinopel, riep usurpator Procopius in 365 zichzelf uit tot keizer, daarbij kreeg hij steun van de Tervingi. Eenmaal Procopius uitgeschakeld, zinde Valens op wraak. Het argument van de Goten dat ze slechts reageerden op wat een verzoek van Rome leek om troepen te leveren volgens het foederativerdrag accepteerde Valens niet. In 367 trokken de troepen van Valens de rivier de Donau over en drongen het Gotische gebied binnen. Athanarik trok met zijn troepen terug, waardoor de Romeinen vernielingen konden aanrichten in Walachije. Het jaar daarop stroomde de Donau over, waardoor een aanval werd afgehouden. In 369 trokken de troepen de Donau over en vielen ze Bessarabië binnen. Het mondde uit in een veldslag tussen de troepen van Valens en het halve leger van Athanarik. Deze verloor maar wist zich zodanig terug te trekken dat de verliezen beperkt bleven. In september sloten Valens en Athanarik vrede. Omdat Athanarik als rechter had gezworen geen Romeins gebied te betreden, werd de vrede ondertekend op een schip op de Donau. In deze vrede behielden de Goten hun status van 'foederati' en 'amici' (vrienden) van het Romeinse Rijk, maar de handel tussen de twee staten werd beperkt tot twee grensposten, en de jaarlijkse betaling van de Romeinen aan de Goten werd beëindigd.